# Nils Abraham Gyldén
Nils Abraham Gyldén, född den 16 maj 1805 i S:t Michel, död den 28 februari 1888 i Stockholm, var en finländsk universitetslärare och filolog, far till Hugo Gyldén, kusin till Klas Vilhelm Gyldén.

## Biografi
Nils (Nicolai) Abraham Gyldén föddes i S:t Michel som son till Häradshövding Abraham Jonatan Gyldén och Eva Ström. Han gifte sig med Beata Sofia Wrede 1837 och de var gifta fram till hennes död 1864. Gyldén blev student 1821 och filosofie magister vid Åbo akademi 1827. Gyldén blev 1834 adjunkt i grekisk och romersk litteratur vid Helsingfors universitet och utnämndes 1847 till professor i grekisk litteratur. År 1866 blev han emeritus. Ledd av sitt varma intresse för den bildande konsten var Gyldén verksam vid Finska Konstföreningens stiftande, varom han 1868 utgav en skrift.

## Publikationer
Gyldén utgav bland annat ett antal akademiska disputationer på latin i klassisk filologi samt flera smärre, delvis populära uppsatser i samma ämne. Några av hans verk inkluderar:
- De Cyropaediae Xenophontis fide historica (1827-1828)
- Disp. de origine ac ratione constructionum participialium in linquis graeca et latina, quas genitivos et ablativos absolutos vocant. (1833)
- Commentarii in scriptores Graecos et Latinos (1838-42)
- Betydelsen af den antika konstens studium. (1841)
- De Sophoclis Ajace v. 2 nonnullisque aliis locis scriptorum graecorum dissertatio (1847)
- Vestigia Platonis in libro Ciceronis, qui inscribitur Somnium Scipionis, reperta commentatio (1848)
- Latinsk läsebok för nybegynnare jämte ordbok (1856)
- Finska konstföreningens stiftelse historiskt framställd (1868)
- Betraktelser öfver det sednaste skollagsförlaget i form af bref till prof. emeritus G.F. Aminoff (1869)